# Kappa1 Ceti
Kappa1 Ceti (K1 Ceti, förkortat Kappa1 Cet, K1 Cet), som är stjärnans Bayer-beteckning, är en ensam stjärna (tänkbar dubbelstjärna) i nordöstra delen av stjärnbilden Valfisken. Den har en genomsnittlig skenbar magnitud av 4,97 och är synlig för blotta ögat där ljusföroreningar ej förekommer. Baserat på parallaxmätningar i Hipparcos-uppdraget på 109,4 mas beräknas den befinna sig på ca 30 ljusårs (9 parsek) avstånd från solen. Sedan 1943 har spektret för stjärnan varit en av de stabila referenspunkterna som andra stjärnor klassificeras efter.

## Egenskaper
Kappa1 Ceti är en gul till vit stjärna i huvudserien  av spektralklass G5 V. Den har en massa som är ungefär lika stor som solens massa, en radie som är ca 95 procent av solens och utsänder ca 85 procent av motsvarande emission hos solen från dess fotosfär vid en effektiv temperatur på ca 5 700 K.
Kappa1 Ceti är en roterande variabel av BY Dra-typ. Den varierar mellan skenbar magnitud +4,95 och 4,99 med en period av 9,0949 dygn. På grund av stjärnfläckar varierar stjärnan något under ungefär samma period. Variationerna i perioden antas bero på differensrotation vid olika breddgrader, som liknar vad som händer på solens yta. Stjärnfläckarna på Kappa1 Ceti sträcker sig i latitud från 10° till 75°. Stjärnans magnetiska egenskaper gör den till "en utmärkt bild av solen vid en nyckeltidpunkt i jordens förflutna".
Enligt de senaste hypoteserna kan ovanligt intensiva stjärnfläckar hos en solliknande stjärna orsakas av växelverkan mellan magnetfältet hos en omkretsande jätteplanet och stjärnans egna magnetfält. Några solliknande stjärnor av spektralklass F8 till G8 har visat sig genomgå enorma magnetiska utbrott för att producera så kallade superflarer (koronala massutstötningar) som frigör mellan 100 och 10 miljoner gånger mer energi än de största fläckarna som någonsin observerats på solen, vilket gör att de kortvarigt ökar sin lyskraft med upp till 20 gånger.